# Les Bois
Les Bois este o comună situată în partea de nord a Elveției (cantonul Jura), în districtul Franches-Montagnes. În 2010 avea o populație de 1165 loc. Comuna are în componență 9 cătune:Le Bois-Français, Le Peu-Claude, Le Boéchet, Les Prailats, Sous-les-Rangs, Les Rosées, Le Cerneux-Godat, Biaufond și La Large-Journée.

## Evoluția numărului de locuitori
| Dezvoltarea populației | Dezvoltarea populației |
| Anul                   | Nr. Locuitori          |
| ---------------------- | ---------------------- |
| 1850                   | 1339                   |
| 1870                   | 1697                   |
| 1900                   | 1456                   |
| 1910                   | 1323                   |
| 1930                   | 1153                   |
| 1950                   | 1064                   |
| 1960                   | 1098                   |
| 1970                   | 1110                   |
| 1980                   | 917                    |
| 1990                   | 974                    |
| 2000                   | 1029                   |